# Kasper Hjulmand
Kasper Hjulmand, né le 9 avril 1972 à Aalborg au Danemark, est un footballeur danois, reconverti entraîneur.

## Biographie

### Carrière de joueur
Hjulmand joue notamment pour le B 93 Copenhague, mais se voit contraint de mettre un terme à sa carrière professionnelle à l'âge de seulement 26 ans, en raison d'une blessure au genou.

### Carrière d'entraîneur
Après avoir entraîné le Lyngby BK, Kasper Hjulmand rejoint le FC Nordsjælland en juillet 2008, en tant qu'entraîneur adjoint de Morten Wieghorst. Il prend ensuite la succession de ce dernier en 2011.
En mai 2014, il est nommé entraîneur du FSV Mayence. En février 2015, après une série de 13 matchs pour une seule seule victoire, Hjulmand est limogé. Il est remplacé par Martin Schmidt qui a la tâche de maintenir le club en première division.
Le 15 décembre 2015, est annoncé le retour de Kasper Hjulmand au poste d'entraîneur du FC Nordsjælland, à partir de janvier 2016.
En mars 2019, Kasper Hjulmand quitte son poste d'entraîneur du FC Nordsjælland d'un commun accord avec le club. Il est remplacé par Flemming Pedersen (en).
En avril 2019, il est évoqué comme potentiel successeur de Hein Vanhaezebrouck au poste d'entraîneur du RSC Anderlecht.
Le 12 juin 2019, est annoncé l'arrivée de Kasper Hjulmand au poste de sélectionneur de l'équipe nationale du Danemark, succédant ainsi au norvégien Åge Hareide à expiration de son contrat, après l'Euro 2020,. Hjulmand prend ses fonctions lors de l'été 2020 à la place de Hareide qui n'a finalement pas dirigé l'équipe pour l'Euro 2020, celui-ci étant reporté d'un an en raison de la Pandémie de Covid-19.
Hjulmand dirige son premier match pour la sélection le 5 septembre 2020, lors d'une rencontre de Ligue des nations perdue face à la Belgique (0-2 score final).
En juillet 2024, après l'Euro 2024, Kasper Hjulmand décide de quitter son poste de sélectionneur du Danemark. C'est Morten Wieghorst qui est désigné pour le remplacer jusqu'à la fin de l'année.

## Palmarès

### En club
FC Nordsjælland
- Championnat du Danemark (1) :
  - Champion : 2011-12.